# Самуйлово (деревня, Гагаринский район)
Самуйлово — деревня в Гагаринском районе Смоленской области России. Входит в состав Токаревского сельского поселения. Население — 2 жителя (2007). 
Расположена в северо-восточной части области в 23 км к юго-востоку от Гагарина, в 17 км южнее автодороги М1 «Беларусь», на берегу реки Воря. В 20 км северо-западнее деревни расположена железнодорожная станция Колесники на линии Москва — Минск.

## История
В годы Великой Отечественной войны деревня была оккупирована гитлеровскими войсками в октябре 1941 года, освобождена в марте 1943 года.